# Waschhaus (Vaux-sur-Lunain)
Das Waschhaus (französisch lavoir) in Vaux-sur-Lunain, einer französischen Gemeinde im Département Seine-et-Marne in der Region Île-de-France, wurde 1884 errichtet.
Das öffentliche Waschhaus aus Bruchsteinmauerwerk befindet sich am Fluss Lunain nördlich des Ortes. Die Anlage wurde auch als Viehtränke genutzt.
Das Gebäude wurde im Jahr 2002 renoviert.